# Longaví
Longaví é uma comuna da província de Linares, localizada na Região de Maule, Chile. Possui uma área de 1.453,8 km² e uma população de 28.161 habitantes (2002).